# Прапор Волощини
Вперше прапор Волоського князівства описується у документі 1598 року. У ньому говориться, що Міхай Хоробрий мав великий прапор з білого дамаста, на якому був зображений «ворон, що сидить на зелених ялівцевих гілках, у його срібному дзьобі золотий обрубаний подвійний хрест».
З 1831—32 років відповідно до Органічного регламенту у волоській та молдавській арміях з'являються національні прапори: волоський прапор складався з жовтої та червоної смуг, а молдавський — із синьої та червоної.
У 1834 році султан Туреччини Махмуд II призначив двох нових господарів: М. Стурдзу в Молдавське князівство та А. Гіку до Волощини. У тому ж році Александр Гіка представив на затвердження султана проекти колірних рішень для військово-морських та військових прапорів. Останній складався з червоної, синьої та жовтої смуг, а також мав зображення зірок та орла на середній смузі. Незабаром порядок кольорів був змінений, і у центрі з'явився жовтий. Султан затвердив додавання до червоного та жовтого кольорів волоського прапора синього та дозволив Волощині використовувати торговий прапор: «жовте полотнище з червоною першою чвертю, в якій увінчаний трьома білими зірками синій орел з мечем і скіпетром у пазурах».
Інший прапор 1834—1835 років складався з трьох горизонтальних смуг: червоної, жовтої та синьої. Усередині прапора зображено орла, що тримає хрест, та зірку. На кутах полотнища зображено монограму князя «A». Прапор зберігався у Залі честі Музею військ Румунії. Імовірно, що під цим прапором плавали Дунаєм волоські бойові судна .
У 1848 році синьо-жовто-червоний триколор був адаптований як революційний прапор у столиці Волощини Бухаресті. 14 (26) червня 1848 року Тимчасовий уряд Волощини видав декрет, за яким синьо-жовто-червоний триколор проголошено революційним прапором. Прапор із горизонтальним розташуванням смуг став символом революції 1848 року у Волощині, та, на думку революціонерів, символізував прапори трьох історичних областей: блакитний колір — Волощини, золотий — Семиграддя, червоний — Молдови. Також ці кольори могли трактуватися як гасло: «Свобода, справедливість, братство». Після придушення революції старі прапори було відновлено, а революціонерів покарано за носіння триколору.
За умовами Паризького договору 1858 між Францією, Росією, Англією, Пруссією, Сардинією та Османською імперією для Волощини було встановлено жовто-синій, а для Молдови — червоно-синій прапори.

Після об'єднання Князів Молдавії та Волощини 22 червня того 1861 року Куза оголосив триколор офіційним цивільним прапором Сполучених князівств. Прапор був червоно-жовто-синім румунським триколором з горизонтальними смугами. Ні порядок смуг, ні пропорції цивільного прапора невідомі. Нестурель стверджував про символізм прапора, що «з 1859 по 1866 він уособлював те саме, що і в 1848: свободу, справедливість, братство». Також продовжували використовуватися прапори Валахії та Молдови. З 1866 Об'єднане князівство Волощини та Молдови мало червоно-жовто-синій триколор з горизонтальними смугами як національний прапор. Прапор був описаний в Almanahul român din 1866 як «триколірний прапор, розділений на три смуги, червоний, жовтий і синій, і розташовані горизонтально: червоний вгорі, синій внизу і жовтий посередині». Хоча Османська імперія не дозволяла Об'єднаному князівству мати свої власні символи, проте новий прапор отримав міжнародне визнання.

Реконструкція прапора Волощини часів Міхая Хороброго. 1598 рік.
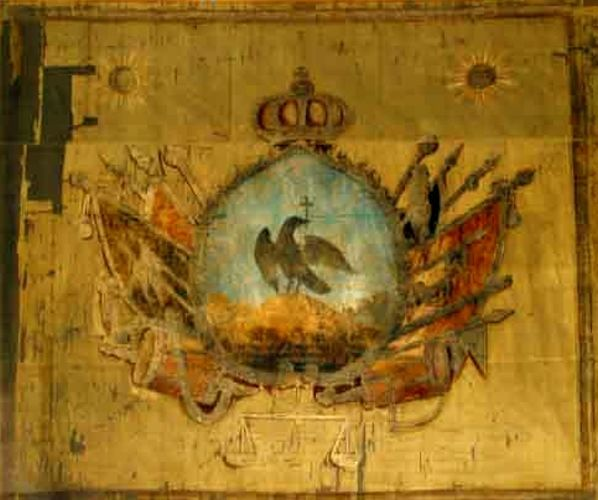
Державний прапор часів Григорія Гіка. 1822 рік.
Національний прапор відповідно до Організаційного регламенту. 1831 рік.
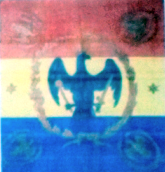
Військовий прапор при Александрі Гіці. 1834 рік.
Торговий прапор при Александрі Гіці. 1834 рік
Прапор судів волоської міліції. 1855 року.
Прапор волоських революціонерів 1848 року.
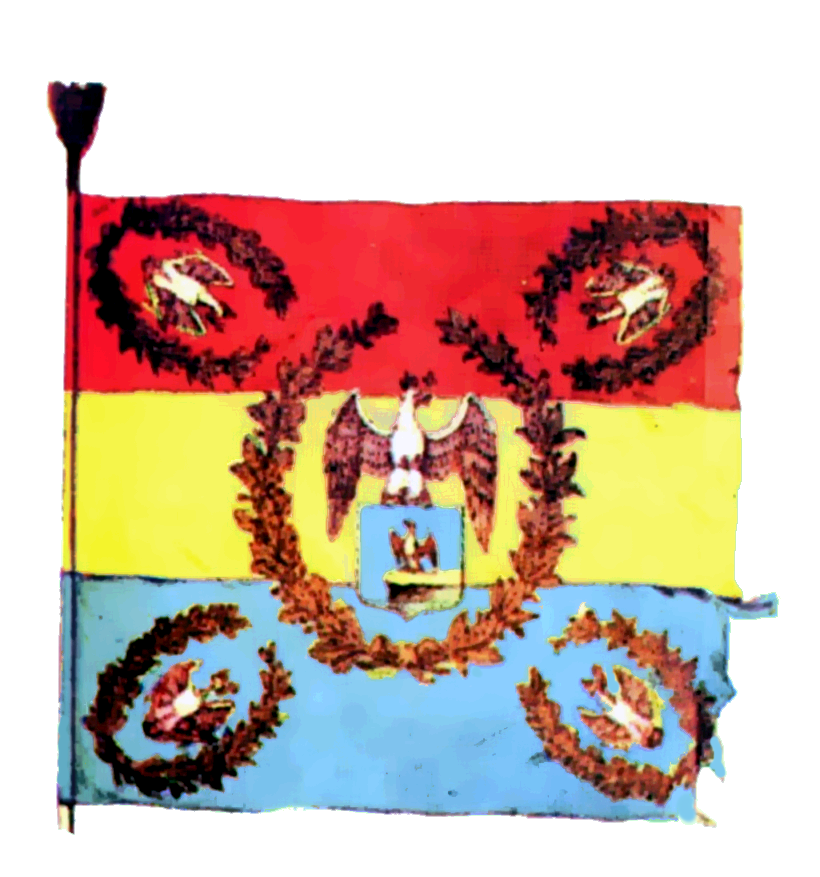
Військовий прапор Волощини 1852 року
Прапор Волощини за умовами Паризького договору
Прапор Об’єднаного князівства Волощини та Молдови. 1866 рік.